# Congee
Le congee, candji en chinois, dérivé du tamoul கஞ்சி (kañji), est un gruau plus ou moins fluide de riz mondé et parfois une eau de riz l'un et l'autre fermentés,. Par extension, congee désigne des gruaux de riz et de graines diverses entières ou concassées, sucrés ou salés, aromatisés, fermentés ou non.

## Dénomination
Le congee ou canja est une préparation de riz avec cuisson largement diluée, originaire de l'Asie des moussons où ses dénominations sont nombreuses. En Occident, il s'est diffusé avec un nom originaire du sud de l'Inde adopté dans presque toutes les langues.
Le sanskrit kàncika, काञ्जिक (kāñjika) gruau fermenté ou pākaśāstra, se rencontre dans les textes culinaires ou diététiques. Le kāñjika parfois salé est principalement utilisé comme médicament, notamment pour les indigestions[réf. souhaitée]. Cette racine se retrouve dans les langues dravidiennes pour le gruau de riz. En malayalam, കഞ്ഞി (kan'ni) est servi dans des bols avec un accompagnement de pickles, l kañji est la forme primitive du terme dans cette langue avant le Xe siècle, il reste கஞ்சி (kañji), « riz avec eau » en tamoul. De là son emploi en français sous la forme candji par les Indiens de La Réunion où il peut être une bouillie au lait (créole manger d'lait) appréciée des divinités et des humains,.

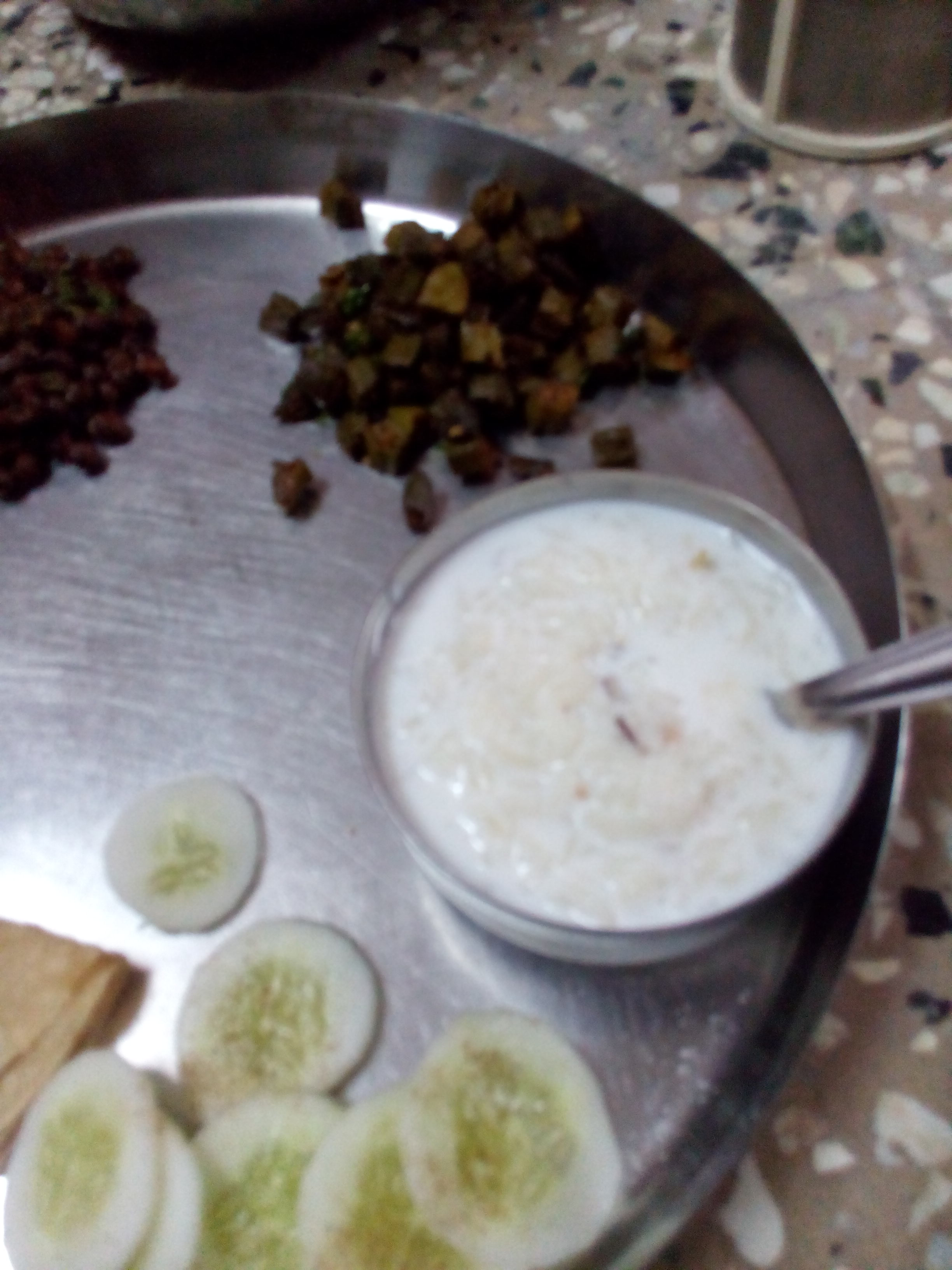
Congee de riz au lait, kheer avec coco, cardamome et raisins secs.

Le mot congee est emprunté par l'anglais, l'italien, le portugais, le russe kонджи (kondji). L'espagnol, arroz congee (arroz congee), l'allemand, Reis-Congee (Reis-Congee), précisent qu'il s'agit bien de riz. Font exception le polonais, kleik ryżowy (kleik ryżowy), gruau de riz ; le suédois rissoppa (rissoppa), soupe de riz et surtout le hongrois, csuk (csuk), dont la racine serait le coréen jug (composé de riz et différentes céréales et féculents).
En farsi, شله (shalah) est une soupe de riz liquide. Les noms des gruaux de céréales africains, dont le riz, ont des racines différentes parfois communes avec le monde indien,.
En français, le congee n'est pas une bouillie qui se fait de farine, mais un gruau de riz (gru du bas latin grudum qui signifie « orge ») qui se fait de graines entières ou concassées,. Le gruau, à l'origine une soupe d'orge mondé (comme le riz, l'orge est une céréale vêtue principalement consommée en grain entier) est un mot dont l'usage ne cesse de décliner. En anglais, en revanche, congee peut être un porridge (mélange épais) ou un gruel (beaucoup plus liquide) puisque cette langue les distingue non par leur composition mais par leur texture, et que les congee peuvent aller de compacts à très fluides.

## Congeeorientaux fermentés ou non
Le congee de riz fermenté est riche en vitamines rares, B6 et B12, en bactéries qui en facilitent la digestion, la fermentation lactique détruit les facteurs anti-nutritionnels du riz, les céréales fermentées améliorent la disponibilité des folates, disponibilité qui peut être augmentée par ensemencement de bactéries, vitamines indispensables à la division cellulaire,.
Le dictionnaire anglais-français de A. Elwall (1877) traduit congee par eau de riz sans indiquer sa fermentation. Les mêmes termes congee et suanzhou désignent des gruaux fermentés ou non fermentés, qui sont parfois opposés sans justification aux alcools de riz fermentés,. En Asie de l'Est, 粥, zhōu en Chine, racine qu'on retrouve en vietnamien 粥 (cháo), en coréen, 粥/죽 (jug), en japonais, 粥 (kayu), en thaï, โจ๊ก (jok), nomme des formes non fermentées et aussi fermentées. Les 酸粥 (suān zhōu), congee acides de Chine du Nord, du Shanxi, du Shaanxi et de l'ouest de la Mongolie sont des gruaux aigres à base de mil, de haricots ou encore de jujubes fermentés entre 10 et 15 jours qui se mangent au petit déjeuner,,. Le kandji indien et celui de La Réunion peuvent être un gruau de riz fermenté ou une eau de riz fermentée.
La racine javanaise burbur (burbur), terme identique en malais, indonésien, désigne les pâtes liquides non fermentées, le khmer បបរ (bâbâ) au Cambodge est une soupe claire de riz non fermentée d'épaisseur variable selon la saison,,.

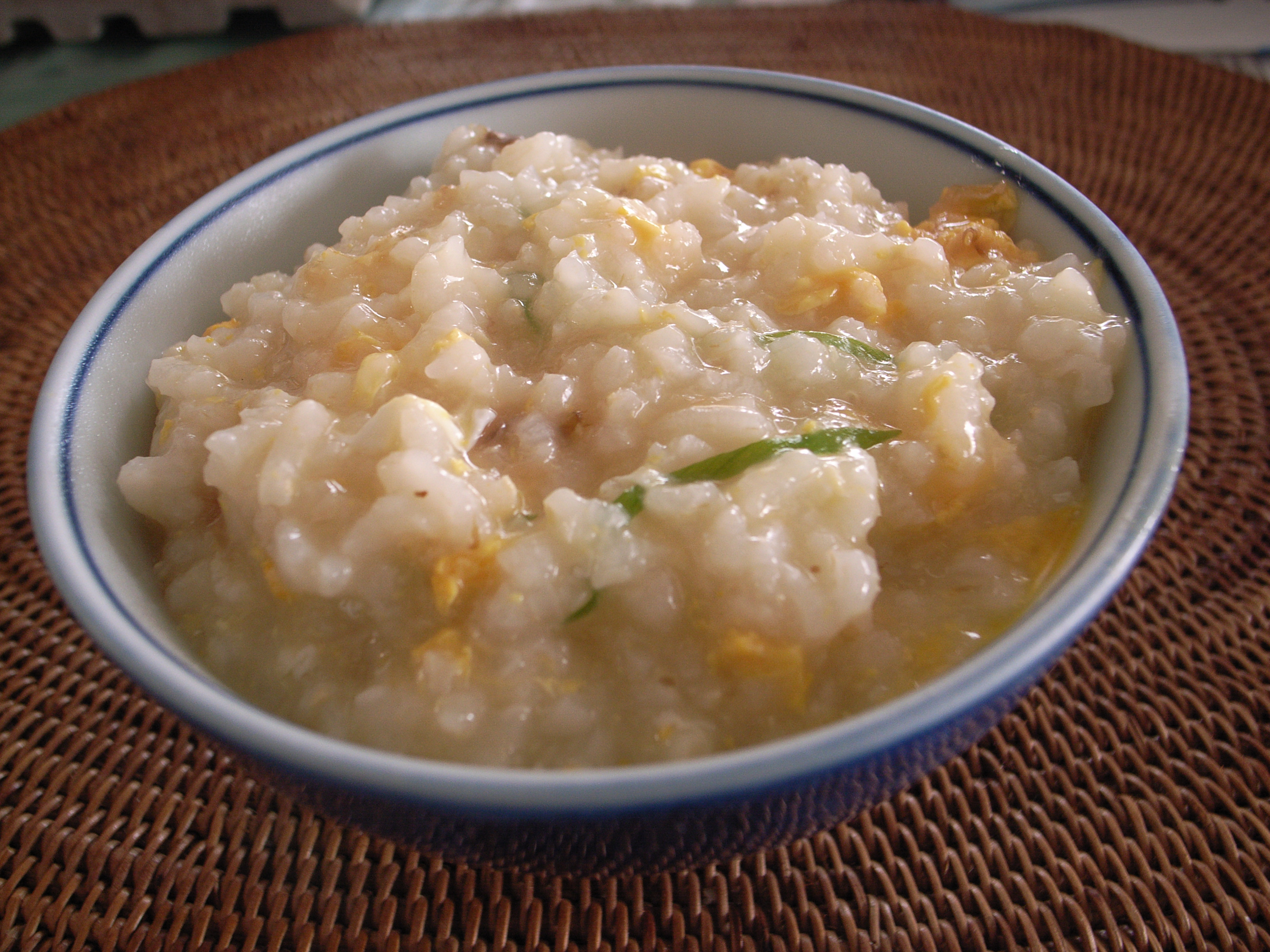
Gruau de riz iranien.

## Histoire

### Origines
Les gruaux de céréales, fermentées ou non, sont la façon la plus ancienne de les préparer dans toutes les zones d'agriculture des céréales. En Asie où le riz, céréale vêtue, se cuisine entier, les congee sont communs.
La fermentation de céréales en grain, spécialement le riz, le millet est attestée en Chine par analyse des résidus alimentaires adhérant aux poteries néolithiques de 7 à 8000 ans BP. L'existence de gruaux faits avec des grains entiers ou pilés est liée à celle des vases céramiques (à la différence de la cuisson des céréales au four du Moyen-Orient), tout comme celle de la fermentation. L’Empereur jaune (3e millénaire avant J.-C.) est réputé inventeur des gruaux fermentés, même si cette invention est bien antérieure. En Inde, on produit de longue date des prébiotiques fermentés à partir de bouillies, les gulaothi (riz, lentilles, poulet, épices et eau).
Les bouillies, gruaux et le pot sont le mode d'alimentation et la symbolique de l'Afrique depuis le Néolithique. Les peuples de langue bantou développent un riche vocabulaire pour nommer ces céréales maltées réduites en pâtes. Elles connaissent des formes avec fermentation lactique,. Certaines sont produites à partir de céréales entières : congee de blé et de lait, kishk sa’eedi en Égypte.

### Les Portugais adoptent et diffusent lacanjadepuis l'Inde

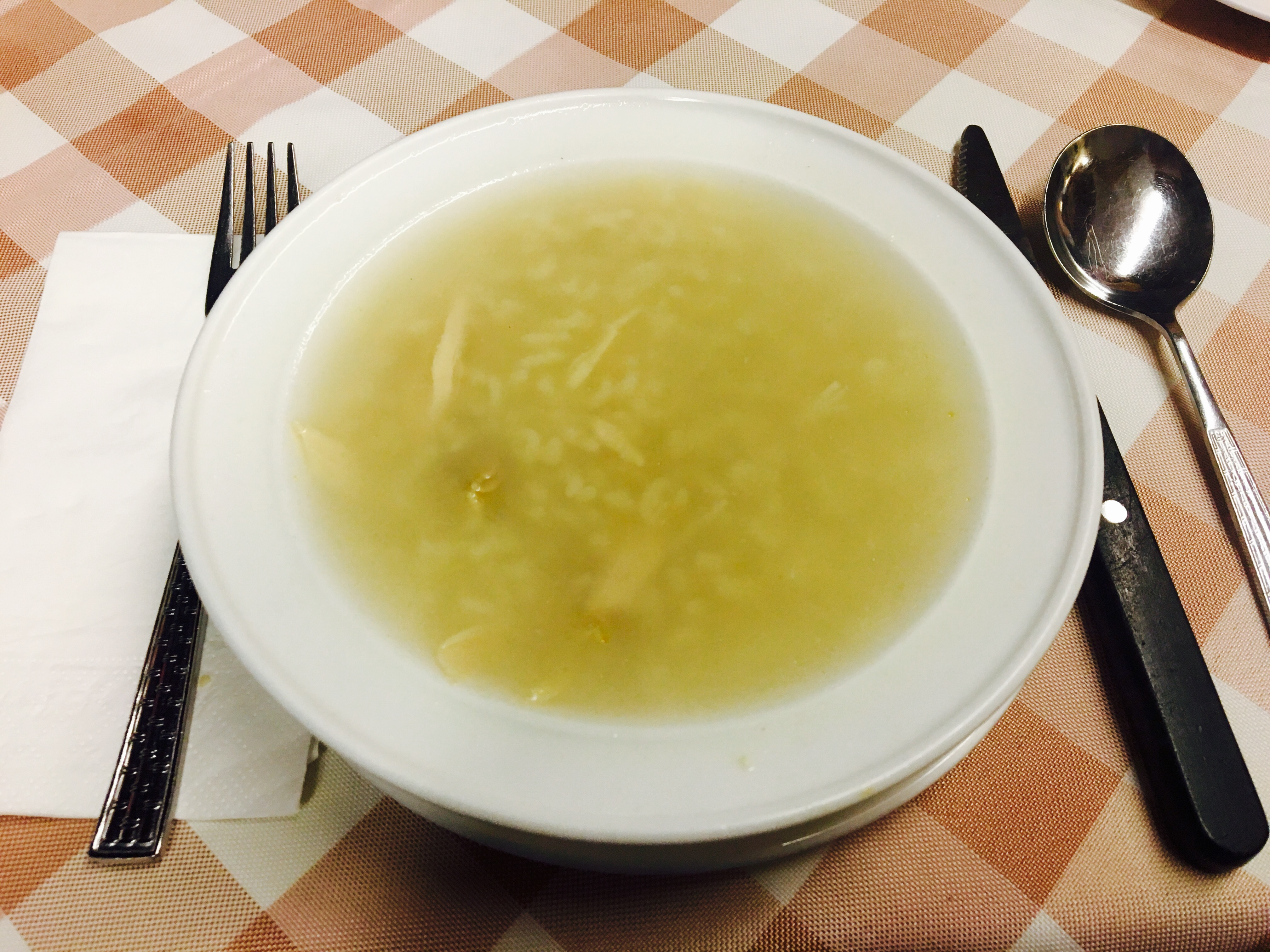
Canja de galinha portugaise (soupe de poule au riz).

La canja est une soupe traditionnelle du Portugal et d'autres pays lusophones. Il s'agit d'un bouillon liquide de poulet avec du riz, mais non un riz coulant à la portugaise. La canja de galinha, bouillon de poule, est servie chaude, elle est reconstituante (soupe pour femme enceinte). Il est d'usage de dire : « La canja au poulet et la prudence ne font de mal à personne. » Le Novo Dicionário Aurélio da Língua Portuguesa (1986) donne comme origine du mot canja le malayalam kanji, langue parlée sur la côte de Malabar où se trouvait la colonie portugaise de Goa d'où ce terme se diffusa. Personne n'a autant aimé la canja de poulet que Pierre II, empereur du Brésil. Un décret fixant le régime alimentaire des hôpitaux militaires brésiliens (1874) donne une recette de canja de riz pour le déjeuner (riz 48 g, eau 250 g et sucre) et de canja de poulet pour le souper qui contient aussi du riz (riz 32 g, 1/4 de poulet et eau).
Le arroz caldo du tagalog philippin (congee de riz, poulet et gingembre) a une origine espagnole,.

## Préparation ducongee
Plusieurs facteurs interviennent dans la cuisson. Avec le chauffage des céréales dans le liquide, les granules d'amidon absorbent l'eau et gonflent. Le mélange épaissit de plus en plus. Les plages de température de gélatinisation de l'amidon sont variables selon les variétés de riz. Ce phénomène se poursuit hors du feu, il faut donc surveiller pour que le congee ne devienne pas un gâteau. Et sur le feu, la gélatinisation cesse progressivement quand l'amidon saturé atteint environ 95°C : alors, l'amylose de l'amidon s'échappe et casse la bouillie qui devient moins visqueuse, jusqu'à liquide. La température de cuisson est donc importante, davantage que la dilution qui limite la gélatinisation si elle est trop importante,.
Julie Andrieu (qui préfère le congee de riz sucré) conseille d'éviter le riz précuit.

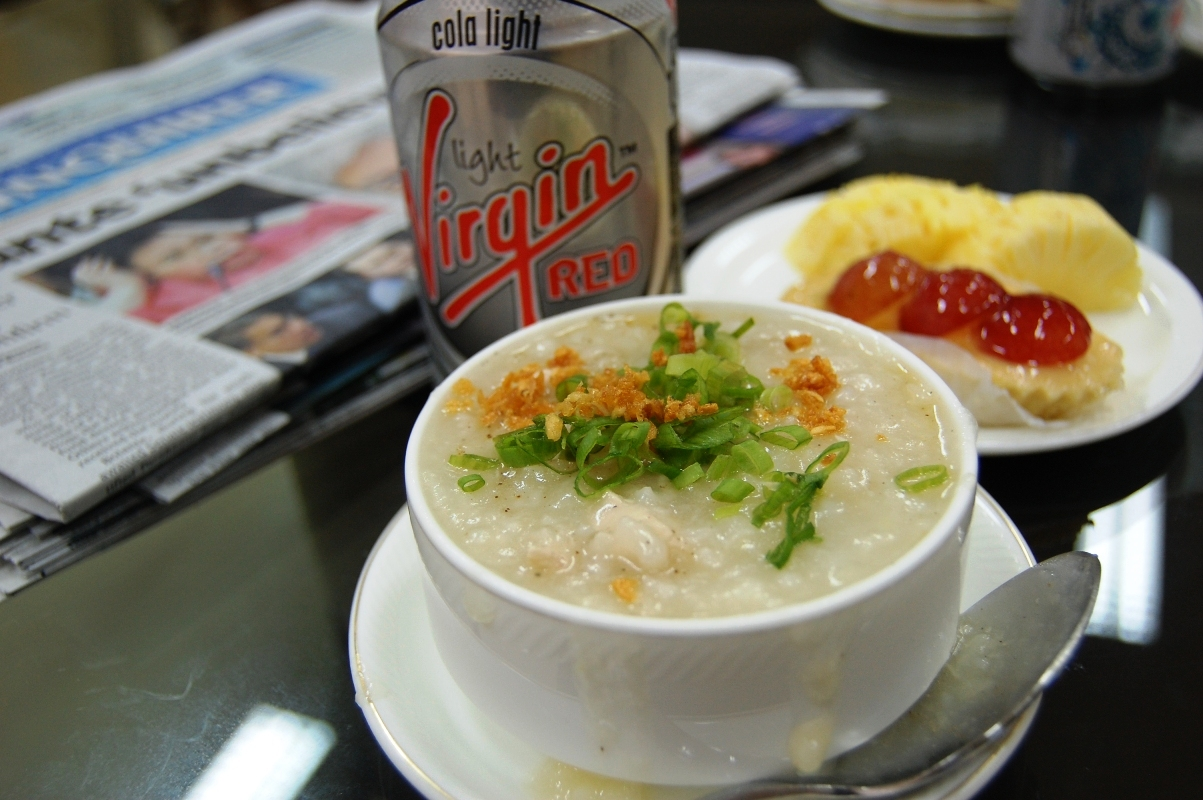
Arroz caldo sur Philippine Airlines.

### Durée de cuisson
Les durées de cuisson sont données pour du riz long, les congee mélangés riz-sarrasin, mil, etc., sont parfois mis à tremper quelques heures et toujours cuits plus longtemps que les congee de riz. Dans un autocuiseur, la cuisson conseillée est de 50 min dont 10 min sous pression et 40 min de repos hors du feu, 40 min en robot-cuiseur. Les cuiseurs à riz offrent en général un mode de cuisson sweet rice ou congee, la durée de cuisson est de 40 min à 2 heures,. La cuisson en mijoteuse est de 8 heures. En cuisson traditionnelle, les durées sont extrêmement variables selon les sources : 40 min au Tchad pour le congee riz-arachide, le riz manière cantonaise, est bouilli pendant au moins une heure. On trouve des congee cuits 8 à 10 heures. Les gruaux de céréales complètes comprenant du riz brun demandent jusqu'à une nuit de cuisson.

### Choix et proportion de liquide
Trois types de liquides se rencontrent en Asie :  
- l'eau pure (riz blanc cantonnais), salée au Japon ou aromatisée avec du gingembre frais en Chine ;
- les bouillons de poulet, comme le បបរ សាច់ មាន់ (bobor sach mon) cambodgien, le bubur ayam, bouillon de poulet ou de porc en Birmanie avec le sʰàmbjoʊʔ (hsan byok), bouillon de légumes du tinutuan ou bubur manado indonésien et javanais, bouillon de miso au Japon ;
- le lait et du sucre ou du lait caillé et du sel sont ajoutés à l'eau en Inde[58], lait de coco (avec épices et viande) pour le congee du ramadan au Sri Lanka[59].

Pour le riz, le ratio 5 de liquide pour 1 de riz donne un congee assez épais, 10 pour 1 est proche d'une soupe. Au Japon, on classe les types de congee en quatre niveaux :  l'entier, 5 volumes d'eau pour 1 de riz ; le 3/4 : 7 pour 1 ; le cinquième : 10 pour 1 et le triple : 20 pour 1. La proportion cantonaise est 12 pour 1.

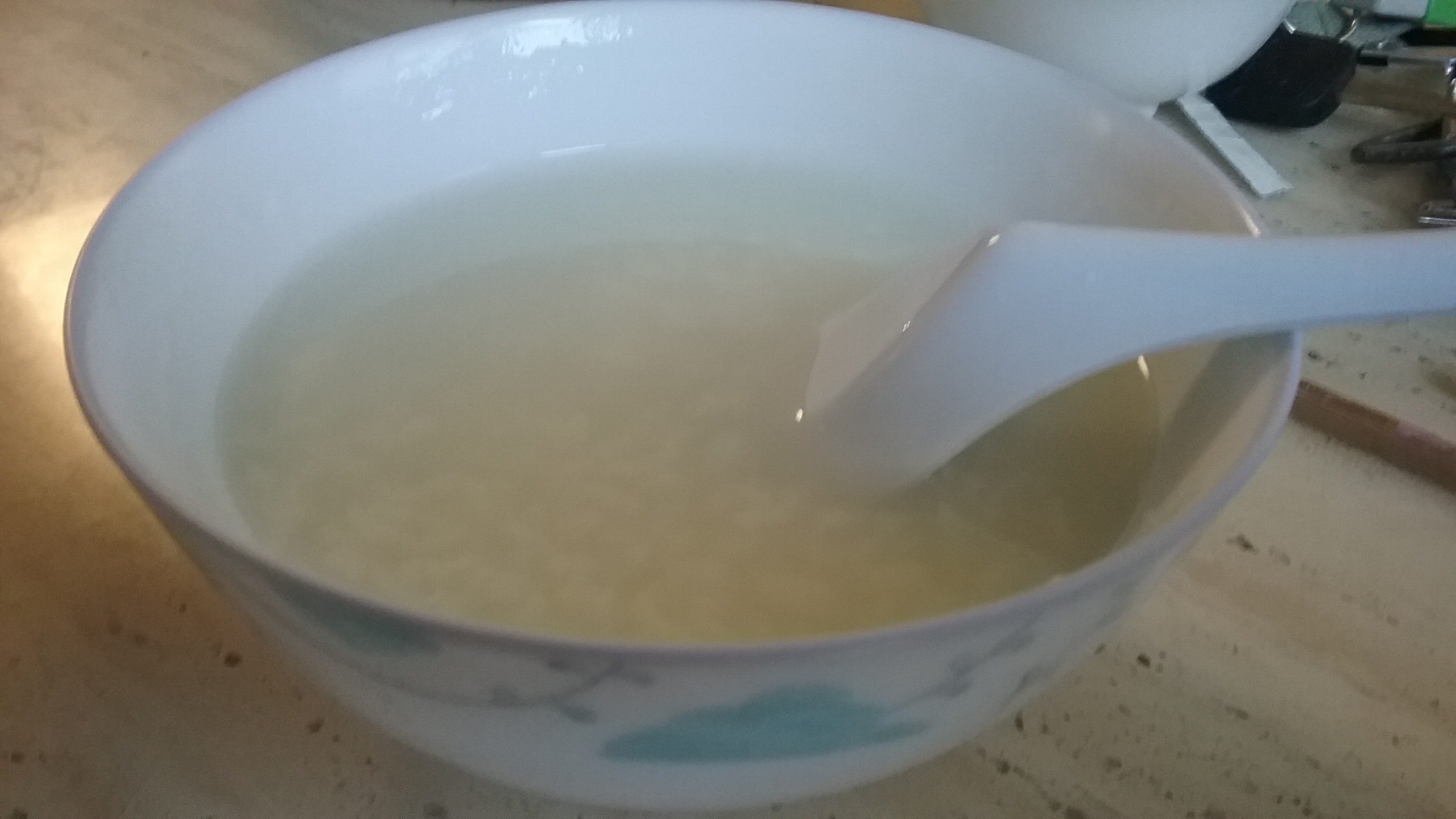
Bouillie blanche, báizhōu chinois : le congee ordinaire : eau et riz.

### Choix des céréales et farineux
Les sources chinoises donnent 11 types de grains pour faire le congee dont quatre types de riz : le riz Japonica (grain court, rond et translucide) le plus commun avec un dosage de 12 volumes d'eau pour 1 de riz à utiliser dans les recettes classiques et le congee salé taïwanais. Trois types de riz à tremper dans de l'eau froide minimum 1 h avant de cuire : le riz brun, le riz gluant à grain court (doux et huileux) et le riz noir pour le congee sucré. Trois féculents : le haricot rouge, le haricot mungo et le soja noir (haricot urd). Quatre céréales : le millet (facile à cuire à l'eau) et, rarement employés en Chine, l'avoine, le blé et la larme de Job (« idéale pour favoriser une apparence jeune »).
Les mélanges sont fréquents. Le nombu kanji tamoul, mélange de riz, de lentilles, de graines de fenugrec, de tomates et de carottes, aromatisé d'oignon, d’ail, de clous de girofle, de cardamome, de cannelle et de gingembre est consommé pendant le ramadan.

### Assaisonnement et garnitures
Les Chinois distinguent trois catégories de congee : le doux, le salé et l'ordinaire.

#### Congeeneutre ou ordinaire
En Chine centrale et du Nord, le congee est désigné par le nom de 白粥 (bái zhōu), bouillie blanche. Il est fait de riz et d'eau claire. « Ce bol de bouillie blanche légère et insipide m'apporte l'amour maternel. Mère, tu me manques. Ce bol chaud, comme toi, me donne toujours une sensation réconfortante » écrit Tony Chen (2014).

#### Congeesalé
Le congee salé, souvent assaisonné de gingembre frais, est consommé avec la plupart des aliments disponibles œufs, salades, légumes, poisson et pâte de poisson, tofu mariné, viandes et abats, coquillages, crabe. La sauce de soja ou de poisson est ajoutée après la cuisson. Au Cambodge, il est préparé avec de la patate douce et de la racine de taro. En Indonésie, le bubur manado est servi avec des légumes-feuilles et du basilic citron,. Au Vietnam les congees (appelés cháo  ) sont des soupes consistantes très appréciées notamment en cuisine de rue.

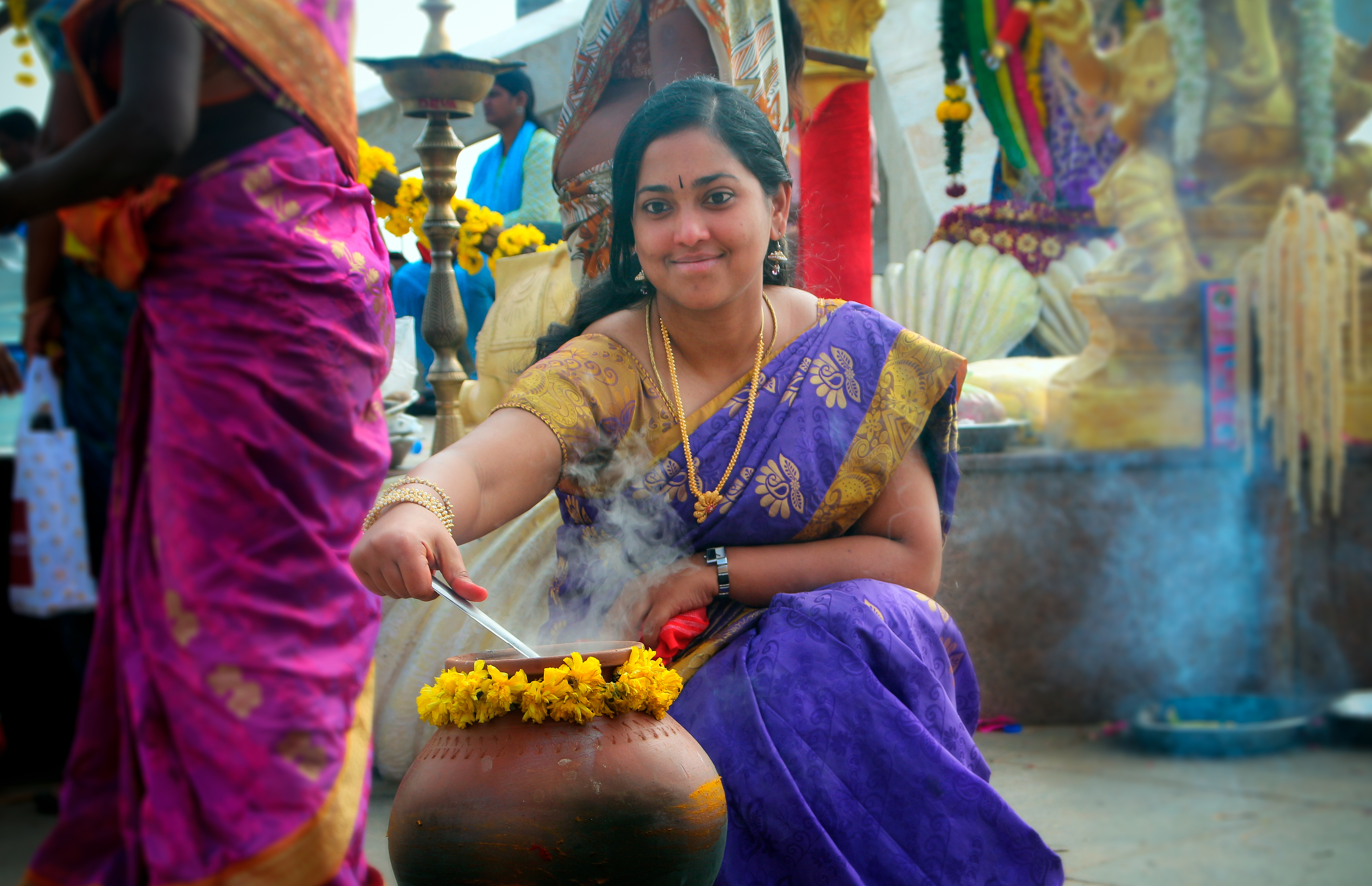
Riz bouilli pour les fêtes du Pongal en Thaïlande.

Lors de la fête des sept herbes, Nanakusa no sekku (7 janvier), on sert un congee avec les herbes de printemps.

#### Congeesucré
Une variété sucrée est préparée avec des haricots rouges et des haricots mungo. Les congee sucrés sont additionnés de noix, de fruits, d'épices, de noix de coco rôtie. Le riz bouilli au lait et à la mélasse constitue la préparation centrale des fêtes du Pongal, en Inde et Malaisie.

## Place dans l'alimentation

### À tous les repas et entre les repas
Le congee est généralement consommé comme petit déjeuner en Chine et en Asie du Sud-Est, y compris le congee de poulet indonésien. Dans la région de Konkan en Inde, le पेज़ (pez), congee au riz rouge étuvé, se consomme en fin de matinée. Au Kerala, le kanji est considéré comme le plat principal notamment pour le dîner.
Sous le règne de l’empereur Qianlong, un gruau de riz (zhōu) était présenté à la fin du repas, pour aider à la digestion présume-t-on. Il est resté recommandé pour les douleurs abdominales et les excès de table.
Chez les musulmans tamouls, un congee spécial நோன்பு கஞ்சி (nōṉpu kañci), bouillie de jeûne avec lentilles, curcuma, gingembre, poivre, oignon et pâte de noix de coco est servi pour les repas de ramadan.

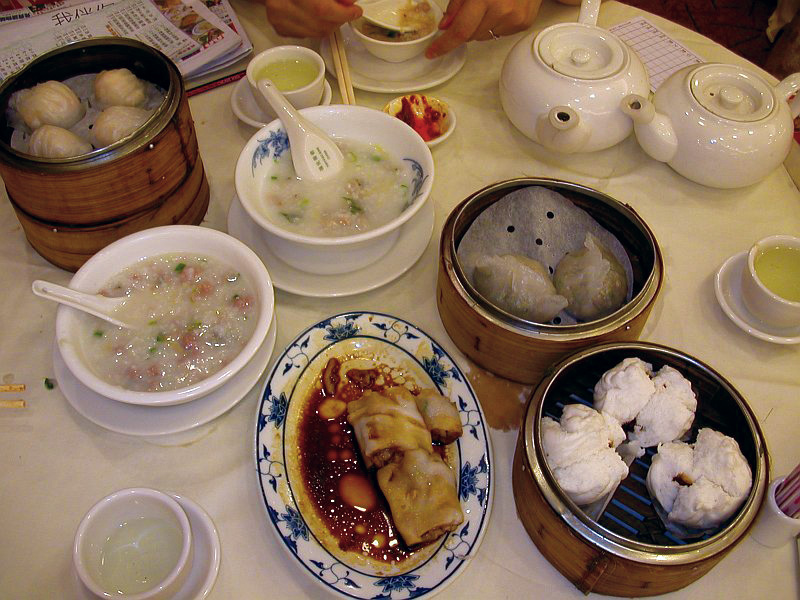
Dimsum (點心), brunch avec congee à Hong-Kong.

### Lecongee, la santé et la spiritualité
En Inde, le kanji est un remède ayurvédique administré aux personnes faibles et aux convalescents. À La Réunion, on donne un bain d'eau de riz fermentée au soleil aux enfants qui font une poussée dentaire. En Chine et au Japon, on sert souvent le congee de riz aux personnes souffrantes.
Jusqu'au XVIIIe siècle, la crème de riz figure dans les ouvrages médicaux de langue française, « plus ou moins épaisse suivant le besoin ou le désir du médecin ». Elle est faite de riz cuit dans une grande quantité d'eau, ou de bouillon, parfumée de citron vert ou d'eau de fleur d'oranger, souvent sucrée. Elle est prescrite (vinaigrée) pour une grande faiblesse de l'estomac, et aux convalescents. Jean-Jacques Rousseau « la préfère à la bouille de farine qui convient mal à notre estomac ». Au XIXe siècle, Jules Gouffé dans son Livre des soupes, au chapitre « Potages de santé », donne un potage de crème de riz à la reine (riz Caroline, dans 6 volumes de consommé de volaille, lié aux blancs de volaille et aux amandes pilées).
Le congee de riz pris au petit déjeuner a un effet défavorable sur la glycémie postprandiale comparé aux autres formes de cuisson du riz. À Okinawa, on prétend rendre acceptable l'indice glycémique du congee en lui ajoutant un œuf et du vinaigre. L'augmentation de la consommation de riz cuit, de congee et de nouilles de riz est associée à un risque plus élevé d'AVC sur un échantillon de patients chinois. On note une augmentation passagère de taux de créatinine après la consommation de congee.
Dans les textes bouddhistes, le congee est célébré. Il est inscrit dans les rites des repas monastiques chinois et japonais pour la santé des moines et aussi son efficacité sur le karma. Les ingrédients d'un congee commémorant l'éveil du Bouddha ont évolué, passant du congee au lait délicat et mou conseillé par le Bouddha, au congee fermenté et au congee aux haricots. L'un des mets communs des moines indiens est le yavāgu, soupe de riz cuite depuis la veille et bien mouillée assaisonnée d'huile de moutarde, de tamarin, de poivre de Cayenne et de sel,. Il en existe des versions médicalisées aux herbes médicinales, principalement pour la digestion, le rapport eau/riz est 6 pour 1[réf. souhaitée].
Au cours de la pandémie de Covid-19, trois personnes de l’unité d'ethno-médecine chinoise d'Oxford ont rapporté les effets positifs d'un congee au vert de ciboule pour atténuer les symptômes d’un cas confirmé de Covid-19, sans détails sur la procédure suivie, parmi d’autres cas déclarés mais sans données. »